# Список умерших в 1200 году
В этой статье представлен список известных людей, умерших в 1200 году.
См. также: Категория:Умершие в 1200 году

## Январь
- 13 января — Оттон I — граф Бургундии (1189—1200) из династии Гогенштауфенов, 4-й сын императора Священной Римской империи Фридриха I Барбароссы и Беатрис I, графини Бургундии
- 14 января — Одо Новарский — святой римско-католической церкви[1].
- 20 января — Одо Кентерберийский (Кентский)[англ.], английский богослов, святой римско-католической церкви.

## Февраль
- 2 февраля — Альберт II фон Куик[нем.] — епископ Льежа (1195—1200)
- 6 февраля — Кадживара Каджетоки[англ.] — японский самурай, известный своей жадностью и предательством.

## Апрель
- 8 апреля — Адальберт III Богемский — архиепископ Зальцбурга (1168—1177, 1183—1200)
- 10 апреля — Меркадье[англ.] — французский воин, руководитель наёмников Ричарда I Львиное Сердце, убит.
- 23 апреля: 
  - Чжу Си (69) — выдающийся конфуцианский философ династии Сун;
  - Эккехард[нем.] — епископ Гурка (1195—1200).

## Май
- 25 мая — Николай I — князь Мекленбурга (1178—1185), сеньор Ростока (1185—1200), сын бодричского князя Вартислава

## Июнь
- 2 июня — Джон Оксфордский[англ.] — епископ Нориджа (1175—1200)
- 4 июня — Генрих I Братоубийца[нем.] — граф Арнсберг (1154—1185), умер после отречения в монастыре.
- 22 июня — Анастасия Сербская — княгиня-консорт Сербии (1166—1196), жена Стефана Немани, святая православной церкви

## Июль
- 26 июля — Раймонд Палмер[англ.] — католический паломник, святой римско-католической церкви.

## Август
- 4 августа — Сколари, Никколо[англ.] — итальянский кардинал—дьякон S. Lucia in Orthea.

## Сентябрь
- 17 сентября — Гуан-цзун (52) — император Китая из династии Южная Сун (1189—1194). Умер после отречения от престола
- 20 сентября — Обри III де Даммартен — граф Даммартен (1129—1200).
- Анри де Сюлли — французский кардинал (1186—1200)

## Октябрь
- 25 октября — Конрад фон Виттельсбах — архиепископ Майнца (1161—1165, 1183—1200), архиепископ Зальцбурга (1177—1183), декан Коллегии кардиналов (1181—1200)

## Ноябрь
- 16 ноября — Хью Линкольнский — епископ Линкольна (1186—1200), святой римско-католической церкви, покровитель больных людей, больных детей, сапожников и лебедей.

## Декабрь
- 12 декабря — Лохланн, лорд Галлоуэя (1185—1200).
- 21 декабря — Жильбер Эрайль (Gilbert Horal) — великий магистр ордена тамплиеров (1194—1200)

## Дата неизвестна или требует уточнения
- Адати Моринага[фр.] — японский воин, впоследствии монах.
- Ала ад-Дин Текеш — хорезмшах (1172—1200).
- Арнаут де Марейль, трубадур, писавший на окситанском языке.
- Арнольд II, граф Клеве (с 1189).
- Аучу-багатур, нойон из монгольского племени тайджиут.
- Генрих Вальпот фон Бассенхайм — первый великий магистр Тевтонского ордена
- Герман фон Ортенбург[нем.] — епископ Гурка (1179—1180)
- Дуань Чжисин[англ.], правитель Дали (1172—1200)
- Жан I[фр.] — граф де Руси (1196—1200).
- Жерар — кардинал-дьякон San Nicola in Carcere (с 1198).
- Жослен III — последний граф Эдессы (1159—1200)
- Инпу Мон Ин но Дайфу[фр.] — японская поэтесса.
- Иоанн Дука — византийский политический деятель.
- Коно Теджанский[англ.] — бенедиктинский монах, святой римско-католической церкви, покровитель Теджано
- Кристина Стигсдоттер Хвиде — королева-консорт Швеции (1163—1167), жена Карла Сверкерссона
- Императрица Ли Фэннян[англ.] — императрица-консорт Китая из династии Сун (1189—1194).
- Лю Ваньсу, китайский врач времен Цзинь, основатель хецзянской школы медицины.
- Мхитар Гераци — армянский врач, один из отцов армянской медицины
- Понс III[исп.] — граф Ампурьяс (1173—1200).
- Ричард из Девайзеса, английский хронист, монах-бенедиктинец из кафедрального приората Святого Свитуна в Уинчестере, автор «Хроники времён короля Ричарда Первого».
- Сигурд Лавард — старший сын короля Норвегии Сверрира Сигурдссона
- Симеоне Палтиньери[фр.] — итальянский кардинал (1185—1200)
- Сомесвара IV[англ.] — правитель Чалукья (1183—1200).
- Таргутай-Кирилтух, предводитель тайджиутов.
- Телло Перес де Менесес — кастильский магнат и военачальник
- Фридрих I — первый бургграф Нюрнберга из дома Гогенцоллернов (1183——1200)
- Императрица Хан[англ.] — императрица—консорт Китая из династии Сун (1194—1200), жена императора Нин-цзуна
- Чанд Бардаи — индуистский брахман и поэт
- Шаханшах — ширваншах из династии Кесранидов (1196—1200)